# Hoa hậu Quốc tế 1977
Hoa hậu Quốc tế 1977 là cuộc thi Hoa hậu Quốc tế lần thứ 17, được tổ chức vào ngày 1 tháng 7 năm 1977 tại Nhà hát Imperial, Tokyo, Nhật Bản. 48 thí sinh tham gia cuộc thi năm nay. Trong đêm chung kết, Hoa hậu Quốc tế 1976 Sophie Sonia Perin đến từ Pháp đã trao lại vương miện cho người kế nhiệm, cô Pilar Medina đến từ Tây Ban Nha.

## Kết quả

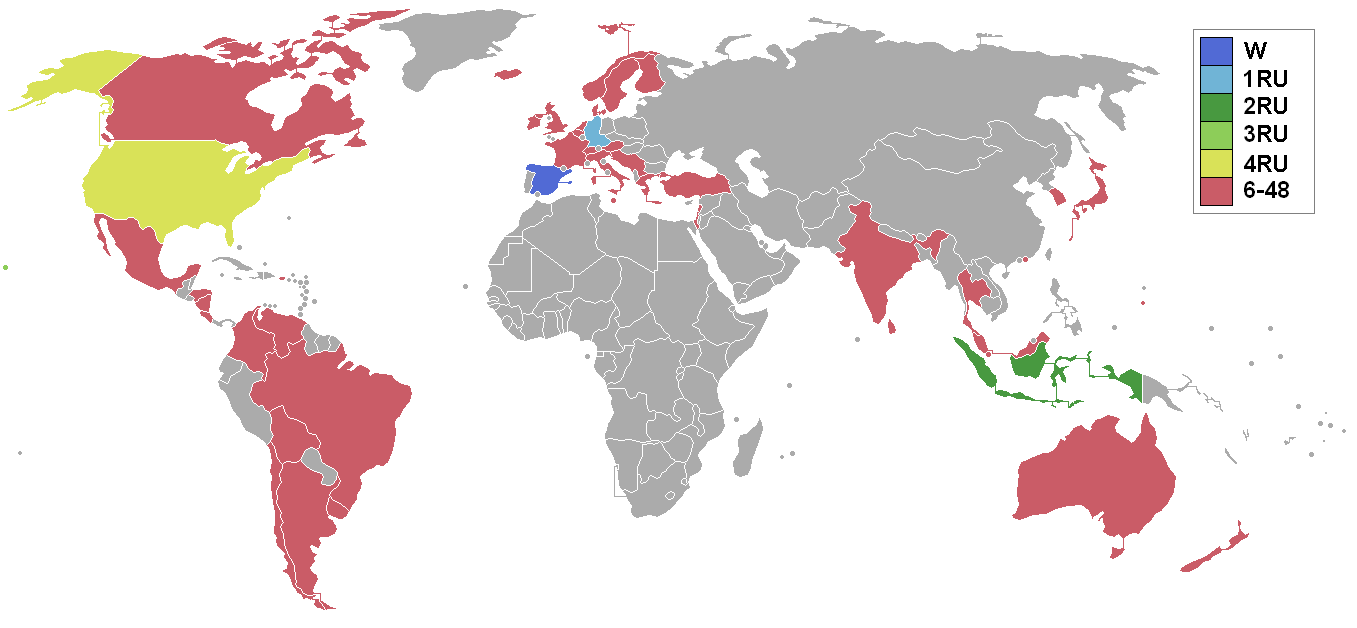
Các quốc gia và lãnh thổ tham gia Hoa hậu Quốc tế 1977 và kết quả.

### Thứ hạng
| Kết quả              | Thí sinh                            |
| -------------------- | ----------------------------------- |
| Hoa hậu Quốc tế 1977 | - Tây Ban Nha – Pilar Medina        |
| Á hậu 1              | - Đức – Dagmar Gabriele Winkler     |
| Á hậu 2              | - Indonesia – Indri Hapsari Suharto |
| Á hậu 3              | - Hawaii – Prunella JulIe Nickson   |
| Á hậu 4              | - Hoa Kỳ – Laura Jean Bobbit        |

### Giải thưởng phụ
| Giải thưởng                 | Thí sinh                        |
| --------------------------- | ------------------------------- |
| Trang phục dân tộc đẹp nhất | - Tây Ban Nha – Pilar Medina    |
| Hoa hậu Thân thiện          | - Canada – Jacki Mary Dreher    |
| Hoa hậu Ảnh                 | - Puerto Rico – Marta Hernández |

## Các thí sinh
Cuộc thi năm nay có sự góp mặt của 48 thí sinh:
| - Argentina - Susan Heier - Úc - Pamela Joy Cail - Áo - Eva Prevolnik - Bỉ - Yvette Maria Aelbrecht - Bolivia - Miriam Coimbra - Brazil - Patrícia Viotti de Andrade - Anh Quốc - Sian Helen Adey-Jones - Canada - Jacki Mary Dreher - Chile - Silvia Ebner Cataldo - Colombia - Silvia Alicia Pombo Carrillo - Costa Rica - Hannia Chavarria Córdoba - Đan Mạch - Christa Yvonne Drube - Phần Lan - Arja Liisa Lehtinen - Pháp - Catherine Pouchele - Đức - Dagmar Gabriele Winkler - Hy Lạp - Lia Aga - Guam - Linda Sandlin - Hawaii - Prunella JulIe Nickson - Hà Lan - Willy Muis - Honduras - Maria Marlene Villela - Hồng Kông - Dư Ỷ Hà - Iceland - Gudrun Helgadóttir - Ấn Độ - Joan Stephens - Indonesia - Indri Hapsari Suharto | - Ireland - Anne Marie McDaid - Israel - Ronit Makover - Ý - Livia Jannoni - Nhật Bản - Mieko Kojima - Hàn Quốc - Shin Byoung-ok - Liban - Katia Fakhry - Malaysia - Dorothea Chuah Poh Kooi - Malta - Rose Bugejja - Mexico - Ernestina Sodi Miranda - New Zealand - Carolyn Judith Grant - Nicaragua - Marie Gretchen Griffith - Na Uy - Bente Lihaug - Puerto Rico - Marta Hernández - Singapore - Theresa Leu San - Tây Ban Nha - Pilar Medina - Sri Lanka - Sobodhini Nagesan - Thụy Điển - Lena Jernberg - Thụy Sĩ - Brigitte Bocquet - Thái Lan - Umpa Phuhoi - Thổ Nhĩ Kỳ - Mine Koldas - Uruguay - Dinorah González Carpio - Hoa Kỳ - Laura Jean Bobbit - Venezuela - Betty Zulay Paredes - Nam Tư - Svetlana Milorad Visnjic |

## Chú ý

### Trở lại
- Lần cuối tham gia vào năm 1973:
  -  Na Uy
- Lần cuối tham gia vào năm 1975:
  -  Đan Mạch
  -  Ireland
  -  Liban
  -  Malta
  -  New Zealand
  -  Thổ Nhĩ Kỳ

### Bỏ cuộc
- Luxembourg
- Philippines – Maria Cristina "Pinky" de la Rosa Alberto
- Tahiti